# 莱蒙 (奥布省)
莱蒙（法語：Lesmont）是法国奥布省的一个市镇，属于奥布河畔巴尔区。该市镇2009年时的人口为306人。

## 人口
莱蒙人口变化图示
| 数据来源：INSEE |